# Dejan Kralj
Pour les articles homonymes, voir Kralj.
Dejan Kralj est un kayakiste slovène pratiquant le slalom né le 28 juin 1976.

## Palmarès

### Jeux olympiques
- 2000 à Sydney,  Australie
  - 10e en K1

### Championnats du monde de slalom
- 2005 à Sydney,  Australie
  -  Médaille de bronze en K-1 par équipe

### Championnats d'Europe de slalom
- 2010 à Čunovo  Slovaquie
  -  Médaille de bronze en relais 3xK1
- 2007 de Liptovský Mikuláš,  Slovaquie
  -  Médaille d'or en relais 3xK1
- 2006 de L'Argentière-la-Bessée,  France
  -  Médaille d'or en relais 3xK1
- 2005 de Tacen,  Slovaquie
  -  Médaille d'or en relais 3xK1
- 2000 de Mezzana,  Italie
  -  Médaille d'argent en relais 3xK1